# Johann Anton Mederitsch
Johann Anton Mederitsch, de sobrenom Gallus (Viena, Àustria, 27 de desembre de 1752 - Lviv, Ucraïna, 18 de desembre de 1835) fou un músic i director d'orquestra austríac.
Estudià a Praga i Viena; des de 1794 fins al 1796 va estar a Buda com a director d'orquestra, i després s'establí definitivament a Viena. Es distingí com a pianista i com a compositor va escriure les següents òperes:
- Der Schlosser,
- Rose,
- Die Seefahrer,
- Die Rekruten,
- Der letzle Rausch,
- Die Pyramiden von Babylon, aquesta última en col·laboració amb Winter.

També va compondre música per la tragèdia Macbeth i moltes obres de música di camera, misses i altres peces de caràcter religiós, obres per a piano, variacions, cors, etc.